# Nuala
Nuala es un personaje ficticio de la serie limitada de historietas The Sandman, creada por Neil Gaiman y publicada por la Editorial Vertigo.

## Descripción
Es un hada entregada como presente por Titania a Morfeo, con la intención de que éste deje al Infierno vacío. Morfeo la acepta bajo coerción, pero le prohíbe usar su glamour en el sueño, debiendo aparecer con su verdadero aspecto. Está enamorada de Morfeo pero no es correspondida, y que juega un involuntario papel en su muerte.

## Apariciones
Nuala es un personaje recurrente en el Sueño desde su primera aparición en Estación de Nieblas, donde es cedida por su hermano Cluracán al Forjador como un regalo de las hadas. Nuala desde ese entonces forma parte del personal del Palacio del Sueño, y se encarga de la limpieza "por hacer algo".
Tiene un rol especial en Las benévolas, donde es liberada por Morfeo con un don. Para hacer uso de este don, el Señor del Sueño toca una joya que le había regalado Thessaly, y le otorga el poder de ser convocado en cualquier momento. En el asalto final de las Furias al palacio, Nuala llama a Morfeo para salvarlo, dejándolo sin quererlo expuesto al poder de las Erinias.